# Вішну-пурана
Вішну-Пурана («Пурана про Вішну») — релігійний індуїстський текст, одна з маха-пуран. Вішну-Пурана вважається однією з найстародавніших (4-5 століття) і авторитетних пуран. Їй була дана назва Пурана-Ратна («перлина пуран»).
Вішну-Пурана представлена у вигляді діалогу між Парашарою і його учнем Майтреєю і розділена на 6 частин. Основними темами є міфи про створення, історії про битви між асурами і девами, аватари Вішну, генеалогія і історії легендарних царів. Твір складається з менш ніж 7 тисяч шлок, хоча за легендою, досить сумнівною у зв'язку з цілісністю Вішну-Пурани, колись їх були близько 23 тисяч.
Вішну-Пурана була першою з пуран, перекладеною з санскриту на європейські мови (переклад Г. Р. Вильсона, H. H. Wilson, з'явився в 1840 році).